# Capella de Santa Eulàlia (la Molsosa)
La capella de Santa Eulàlia és una església de la Molsosa (Solsonès) inclosa a l'Inventari del Patrimoni Arquitectònic de Catalunya.

## Situació
Es troba a ponent del municipi, al nord dels Quadrells i sota la masia de Puigpelat. S'hi va per la carretera asfaltada que surt del km. 8,6 de la carretera de Calaf a Vallmanya (41° 46′ 41″ N, 1° 30′ 32″ E / 41.778168°N,1.508785°E). Està senyalitzat. S'hi arriba als 800 metres.

## Descripció

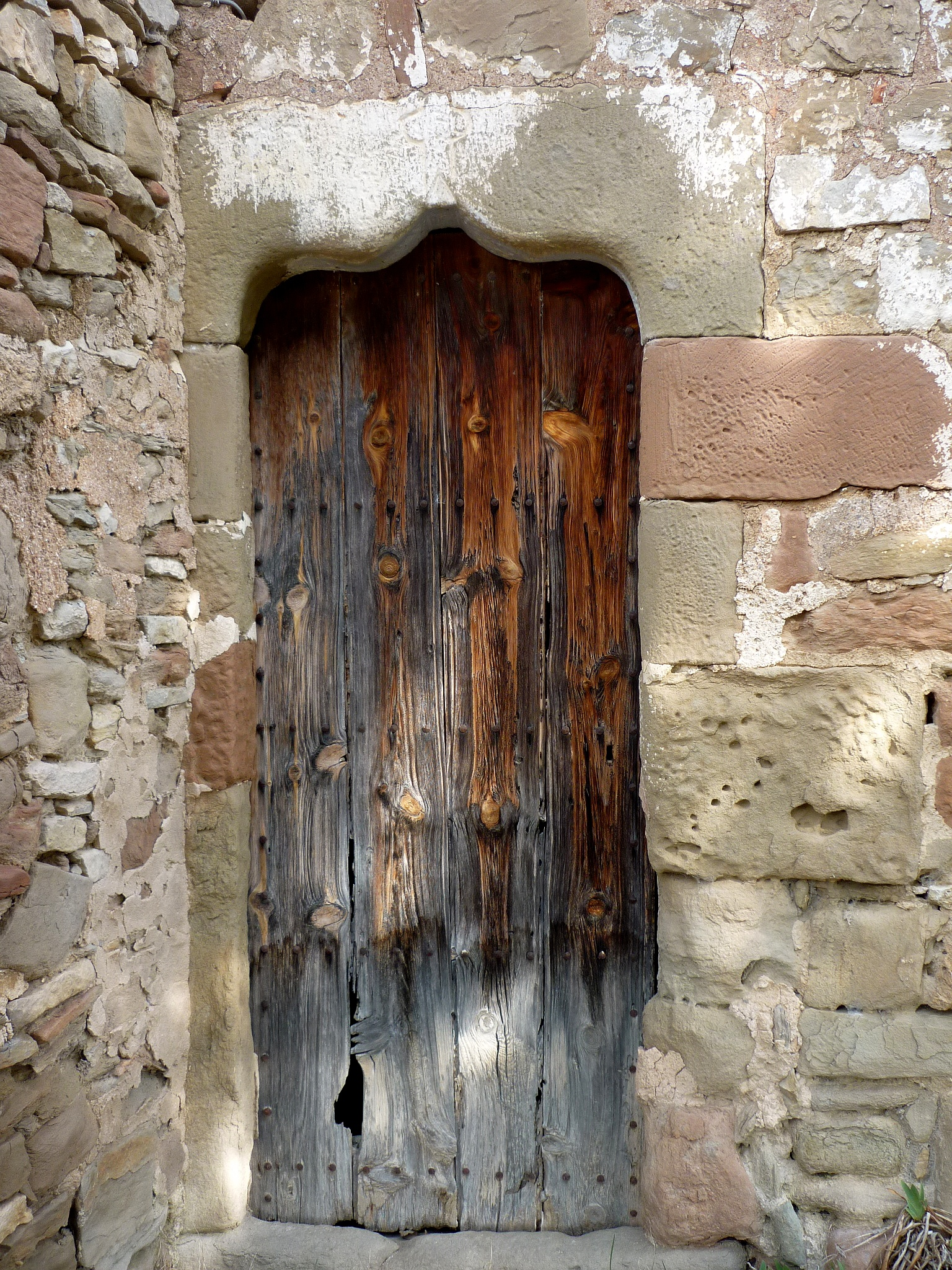
Porta d'entrada

Petit edifici d'una sola nau amb un absis sobrealçat a la capçalera. La porta d'entrada, actualment restaurada, està situada al mur de migdia.
Té un petit campanar d'espadanya sobre el mur de ponent en el qual està adossada la masia, anomenada també de Santa Eulàlia.